# Patrice Trovoada
Patrice Émery Trovoada (Libreville, 18 de março de 1962) é um político de São Tomé e Príncipe.

## Biografia
Filho do antigo Presidente Miguel dos Anjos da Cunha Lisboa Trovoada e de sua mulher Helena e irmão de Yure Trovoada e Deyse Trovoada, Líder da Acção Democrática Independente (ADI), foi ministro dos Negócios Estrangeiros de setembro de 2001 a fevereiro de 2002. Posteriormente ocupou o cargo de assessor do Presidente Fradique de Menezes para as questões petrolíferas.
Em 2006, foi candidato à Presidência da República pela Acção Democrática Independente (ADI), tendo obtido 38,8% dos votos.
Em fevereiro de 2008, foi nomeado primeiro-ministro de São Tomé e Príncipe, cargo que ocupou até junho do mesmo ano. Mais tarde, em agosto de 2010, voltou à chefia do governo, para a abandonar em dezembro de 2012.
Em 25 de novembro de 2014, voltou a ocupar o cargo de primeiro-ministro, ao ser nomeado pelo presidente da república, Manuel Pinto da Costa. Encerrou suas funções em 3 de dezembro de 2018, com a posse de Jorge Bom Jesus, sendo o primeiro chefe de governo do período democrático a encerrar um período governamental sem ser derrubado antes do fim do termo.
Em 2015, foi noticiado que pertence à Maçonaria, sendo membro da Loja Olhar Fraterno, integrada na Grande Loja Legal de Portugal.